# Батизовце
Батизовце (слч. Batizovce) насељено је мјесто са административним статусом сеоске општине (слч. obec) у округу Попрад, у Прешовском крају, Словачка Република.

## Становништво
| Година:    | 1994. | 2004.    | 2014. | 2024.    |
| ---------- | ----- | -------- | ----- | -------- |
| Број људи: | 1846  | 2130     | 2343  | 2587     |
| Разлика:   |       | +15,38 % | +10 % | +10,41 % |

| Година:    | 2023. | 2024.   |
| ---------- | ----- | ------- |
| Број људи: | 2568  | 2587    |
| Разлика:   |       | +0,73 % |

Према подацима о броју становника из 2011. године насеље је имало 2.311 становника.